# Scottish National Party
De Scottish National Party (SNP, Schotse Nationale Partij, Schots Gaelisch
Pàrtaidh Nàiseanta na h-Alba) is een sociaaldemocratische links-nationalistische politieke partij in Schotland. De partij streeft naar volledige Schotse onafhankelijkheid.
De SNP regeert in Schotland onafgebroken sinds 2007 en is anno 2024 de grootste Schotse politieke partij in het Schotse Parlement en op lokaal niveau. In het Britse Lagerhuis leed de partij bij de Lagerhuisverkiezingen van 2024 zwaar verlies en heeft daar sindsdien niet langer de meerderheid van de Schotse zetels in handen. De partij heeft geen leden in het Hogerhuis, omdat zij principieel bezwaar heeft tegen een ongekozen Hogerhuis. 
Sinds 6 mei 2024 wordt de partij geleid door John Swinney.

## Politieke standpunten
De ideologische basis van de SNP is de overtuiging dat Schotland welvarender zou zijn als het onafhankelijk werd van het Verenigd Koninkrijk. Er zijn binnen de SNP spanningen geweest over de beste manier om onafhankelijkheid te verkrijgen: door een radicale breuk met het Verenigd Koninkrijk of door een "stap-voor-stap" strategie met steeds verder gaande decentralisatie. Het leiderschap van de SNP steunt doorgaans de meer geleidelijke benadering
Officieel is de SNP voorstander van de monarchie, maar de leden zijn verdeeld over de kwestie. De partij stelt wel voor om minder geld uit te geven aan de koninklijke familie. 
De SNP is altijd tegen het ongekozen Hogerhuis geweest en zou zowel het Hogerhuis als het Lagerhuis gekozen willen zien door een vorm van evenredige vertegenwoordiging. De partij is ook voorstander van de invoering van een geschreven grondwet, hetzij voor een onafhankelijk Schotland, hetzij voor het Verenigd Koninkrijk als geheel.
De SNP verenigt wat betreft economisch beleid een breder spectrum aan politieke meningen dan de meeste partijen. De verbindende factor is de wens naar onafhankelijkheid. De partij is voor een belastingstelsel dat personen met lagere inkomens ontziet. 
Als regeringspartij ontwikkelde de SNP actief beleid inzake gelijke rechten voor vrouwen en voor de Lgbt-gemeenschap. De partij is voorstander van multiculturalisme en wil immigratie naar Schotland bevorderen om dalende bevolkingscijfers te compenseren. 
De SNP steunt van oudsher militaire neutraliteit. Sinds het begin van de 21e eeuw is het beleid verschoven naar steun voor Atlantische en Europese samenwerking, en voor lidmaatschap van de NAVO. De SNP is tegen het onderbrengen van kernwapens in Schotland.
De SNP heeft zich uitgesproken tegen privatisering van het landelijke systeem voor gezondheidszorg NHS. De partij wil de toegang tot onderwijs bevorderen en heeft daarom het collegegeld voor het hoger onderwijs in Schotland afgeschaft.
De SNP is lid van de Europese Vrije Alliantie (EFA). 

## Geschiedenis

### Oprichting en eerste successen
De SNP werd gesticht in 1934 als een fusie van de National Party of Scotland en de Scottish Party. Oorspronkelijk hing ze het separatisme niet aan, maar koos voor een oplossing binnen het Verenigd Koninkrijk. De partij groeide slechts langzaam in de jaren 30, door de smet die er destijds op nationalisme kleefde door toedoen van rechtse nationalistische ideologieën als het fascisme en het nazisme.
Van de jaren 30 tot ver in de jaren 50 kende de partij weinig of geen succes. In 1945 won de partij bij een tussentijdse verkiezing voor het eerst een zetel in het Lagerhuis, die bij algemene verkiezingen enkele maanden later weer verloren werd.  Pas in 1967 wist SNP-kandidaat Winnie Ewing een zetel te veroveren, wat de aandacht en de steun voor de partij sterk vergrootte. Bij de Lagerhuisverkiezingen in 1974 kreeg de partij één derde van de in Schotland uitgebrachte stemmen en elf Lagerhuiszetels. In de jaren tachtig kende Labour een opleving in Schotland, waardoor de SNP het minder goed deed. Dit leidde tot een periode van interne conflicten en afsplitsingen.

### Schots parlement en leiderschap Alex Salmond
In 1990 werd Alex Salmond leider van de SNP. Onder zijn leiderschap nam de partij een meer uitgesproken links en pro-onafhankelijkheidsstandpunt in. Dit leidde echter niet direct tot verkiezingssucces; in 1992 verloor de partij twee van de vijf Lagerhuiszetels. 
De SNP nam in de jaren negentig niet deel aan de Scottish Constitutional Convention (SCC), een overleg van Schotse politieke partijen en andere maatschappelijke organisaties, die een blauwdruk ontwikkelden voor grotere autonomie van Schotland. De reden om niet mee te doen was het feit dat de SCC niet bereid was om volledige onafhankelijkheid ook als optie mee te nemen. De SNP werkte in 1997 wel met de andere partijen samen in de aanloop naar een raadplegend referendum over grotere autonomie voor Schotland, een van de verkiezingsbeloftes van Labour premier Tony Blair. Dit leidde grotere bestuurlijke zelfstandigheid van Schotland en de instelling van een Schots parlement. 
Bij de eerste verkiezingen voor het Schotse Parlement in 1999 won de SNP maar 35 zetels. Dit betekende dat de partij in het Schotse parlement de officiële oppositie was van de Labour-Liberaal-Democratische Schotse coalitieregering. Salmond legde het leiderschap neer in 2000 en werd opgevolgd door John Swinney. De verkiezingen van 2003 deden de partij niet veel goed: ze zakten tot 27 zetels. Deze resultaten zouden te wijten zijn aan de opkomst van de Scottish Socialist Party en de Scottish Green Party (SGP), die beide ook voor onafhankelijkheid waren. Ook de Europese verkiezingen van 2004 waren voor de SNP teleurstellend, waarop Swinney aftrad en Salmond weer tot leider werd verkozen.  Nicola Sturgeon werd verkozen tot adjunct-leider en werd de fractieleider in het Schotse parlement totdat Salmond, die nog geen lid was van het Schotse parlement,  bij de volgende verkiezingen een zetel zou krijgen. 

## Regeringen-Salmond I en II (2007-2014)

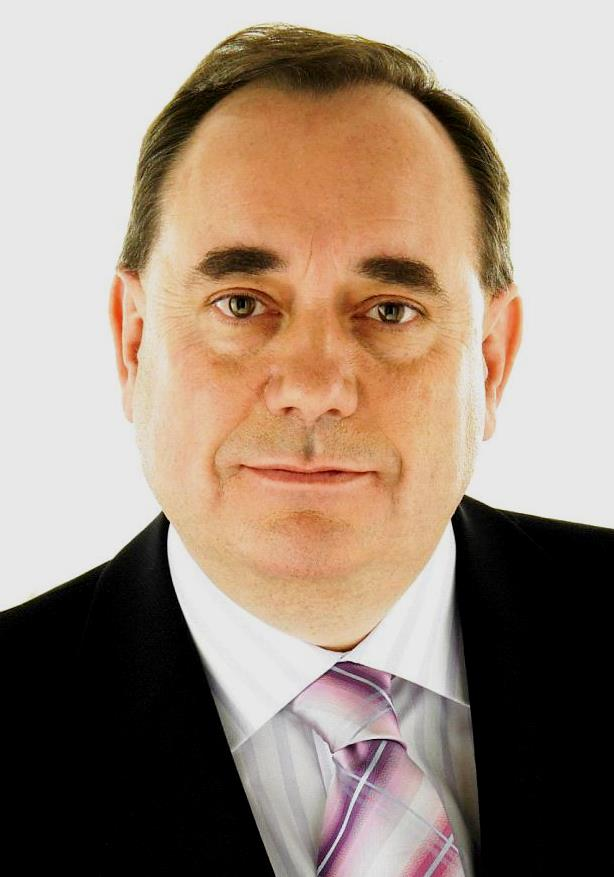
Alex Salmond

In 2007 werd de SNP de grootste partij in het Schotse parlement met 47 van de 129 zetels, en werd Alex Salmond eerste minister van een minderheidsregering. De Schotse Green Party steunde Salmonds verkiezing tot Eerste Minister in ruil voor, onder andere, klimaatwetgeving. Salmonds minderheidsregering sloot begrotingsakkoorden met de Conservatieven om te kunnen regeren.
In mei 2011 behaalde de SNP een algemene meerderheid in het Schotse parlement met 69 zetels, een winst van 23 zetels. Dit was bijzonder, aangezien het dubbele kandidatensysteem dat voor de verkiezingen voor het Schotse parlement wordt gebruikt, speciaal is ontworpen om te voorkomen dat één partij een volstrekte meerderheid behaalt. 
Na deze zege kreeg het streven van de partij om Schotland af te scheiden van het Verenigd Koninkrijk concreet vorm. Salmond, opnieuw eerste minister, kondigde aan vóór het aflopen van zijn regeringstermijn in 2016 een referendum over Schotse onafhankelijkheid uit te willen schrijven. Op 15 oktober 2012 tekende hij met de Britse premier David Cameron een overeenkomst voor zo'n referendum in de herfst van 2014. Het referendum over de onafhankelijkheid van Schotland werd gehouden op 18 september 2014. De Schotten spraken zich met een kleine meerderheid uit tegen onafhankelijkheid, waarop Salmond aftrad. Hij werd opgevolgd als partijleider en als eerste minister door Nicola Sturgeon.

## Regeringen-Sturgeon I, II en III (2014 - 2023 )

### Sturgeon I
Onder leiding van Sturgeon behaalde de SNP tijdens de Britse Lagerhuisverkiezingen 2015 een groot succes. Van de 59 te verdelen Schotse Lagerhuiszetels behaalde de partij er 56. In 2016 voerde de SNP bij het referendum over Brexit campagne voor "remain", het standpunt dat in Schotland ook een ruime meerderheid behaalde. De Britse bevolking besloot echter in meerderheid om de EU te verlaten. Pogingen van de regering-Sturgeon om bij de onderhandelingen met de EU aan tafel te komen, liepen op niets uit. Regelmatig werd gezinspeeld op een nieuw referendum over afscheiding, vooral in geval van een no-deal brexit.

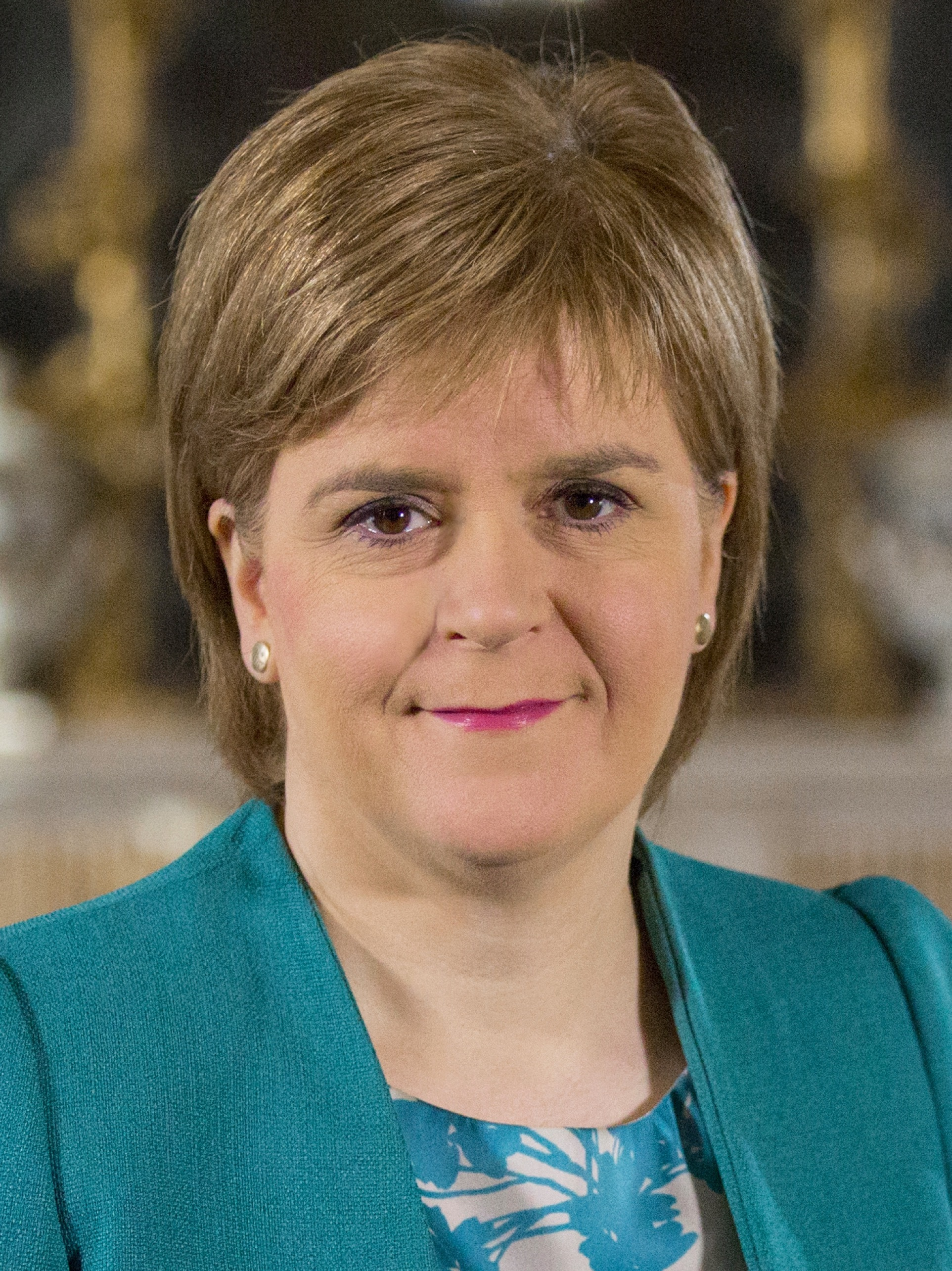
Nicola Sturgeon

### Sturgeon II
Bij de Schotse parlementsverkiezingen van 2016 verloor de SNP zes zetels. Met 63 zetels had de partij geen meerderheid meer in het Schotse parlement, maar keerde wel terug voor een derde opeenvolgende termijn als minderheidsregering onder leiding van Sturgeon. Het grote zetelverlies van de SNP in de Lagerhuisverkiezingen van 2017 werd gezien als een signaal dat veel Schotse kiezers een tweede referendum over onafhankelijkheid afwezen.
Bij de lokale verkiezingen van 2017 werd de SNP de grootste partij in de vier grootste steden van Schotland (Aberdeen, Dundee, Edinburgh en Glasgow).
In het verkiezingsprogramma voor de Britse Lagerhuisverkiezingen van 2019 kondigde de SNP aan in 2020 een tweede referendum over onafhankelijkheid te willen houden. De partij won tijdens de verkiezingen 48 van de 59 Schotse lagerhuiszetels. Een week na de verkiezingen vroeg Sturgeon de Britse premier Boris Johnson om toestemming voor een tweede referendum; deze weigerde echter. In zijn woorden was dat iets van  "éénmaal in een generatie".  Sturgeon verklaarde dat ze er vanuit ging dat Johnson zijn verzet tegen een tweede referendum zou opgeven als de SNP bij de verkiezingen voor het Schotse parlement in mei 2021 een grote meerderheid behaalde.

#### Affaire Salmond
De manier waarop de partij, en met name Nicola Sturgeon, in 2019 had gereageerd op beschuldigingen aan het adres van Alex Salmond over seksueel grensoverschrijdend gedrag, werd onderwerp van een parlementair onderzoek. Een parlementaire onderzoekscommissie kwam in 2021 tot de conclusie dat Sturgeon het parlement had misleid. Een onafhankelijke jurist bepaalde echter op 22 maart 2021 dat zij de officiële ministeriële gedragscode niet had overtreden, waardoor zij niet hoefde af te treden. Salmond had inmiddels de SNP verlaten en was leider geworden van de concurrerende Alba Party. Een aantal SNP-politici sloot zich bij de Alba Party aan, waaronder twee leden van het Lagerhuis en enkele plaatselijke politici. 

### Sturgeon III
Bij de Schotse parlementsverkiezingen 6 mei 2021 haalde de SNP 64 zetels, een zetel meer dan in 2016 maar één te weinig voor de absolute meerderheid.De SNP en de Schotse Green Party vormden een coalitieregering.   Bij de lokale verkiezingen van 5 mei 2022 behaalde de SNP een winst van 22 zetels; in totaal heeft de partij 453 gemeenteraadszetels, ruim meer dan Labour (282) en de Conservatieven (214). Door de jarenlange politieke dominantie van de SNP in het Britse Lagerhuis, het Schotse Parlement en op lokaal niveau is Schotland wel omschreven als de facto een eenpartijstaat.

#### Kritiek
De SNP kreeg tijdens de derde regering Sturgeon in toenemende mate te maken met kritiek en met obstakels bij de uitvoering van hun programma. Een wet tegen haatmisdrijven (Hate Crime and Public Order Bill) die bescherming moest bieden aan vervolgde minderheden, kreeg in 2021 veel kritiek omdat aanvankelijk ook het onopzettelijk aanwakkeren van haat strafbaar was gesteld. Dit werd in sommige kringen gezien als een aantasting van de vrijheid van meningsuiting. Ook de Gender Recognition Reform Bill die het makkelijker maakte om juridisch van geslacht te veranderen (een verkiezingsbelofte van de SNP) leidde in 2022 tot heftig debat in de Schotse samenleving, het Schotse parlement en binnen de SNP.  De invoering werd uiteindelijk door de Britse regering geblokkeerd. 
De SNP werd ook verweten tijdens de coronacrisis op een autoritaire manier te hebben geregeerd.
De Schotse rekenkamer was in een rapport uit 2022 zeer kritisch over de manier waarop de Schotse overheid opdrachten voor de bouw van nieuwe veerboten had verleend.  Het Britse Hooggerechtshof deed in november 2022 uitspraak dat een nieuw referendum over onafhankelijkheid alleen mogelijk zou zijn met toestemming van de regering van het Verenigd Koninkrijk. 

### Aftreden
Op 15 februari 2023 kondigde Sturgeon aan dat ze zou aftreden als First Minister zodra de SNP een opvolger had gekozen. Een van haar redenen om af te treden was dat zij niet wilde dat haar persoon of haar meningen als leider de discussie over onafhankelijkheid zouden beïnvloeden. Ze gaf ook aan dat de acht jaar als First Minister, het gebrek aan privacy en de verharding in de politiek hun tol hadden geëist.

## Regering Yousaf (2023 - 2024 )

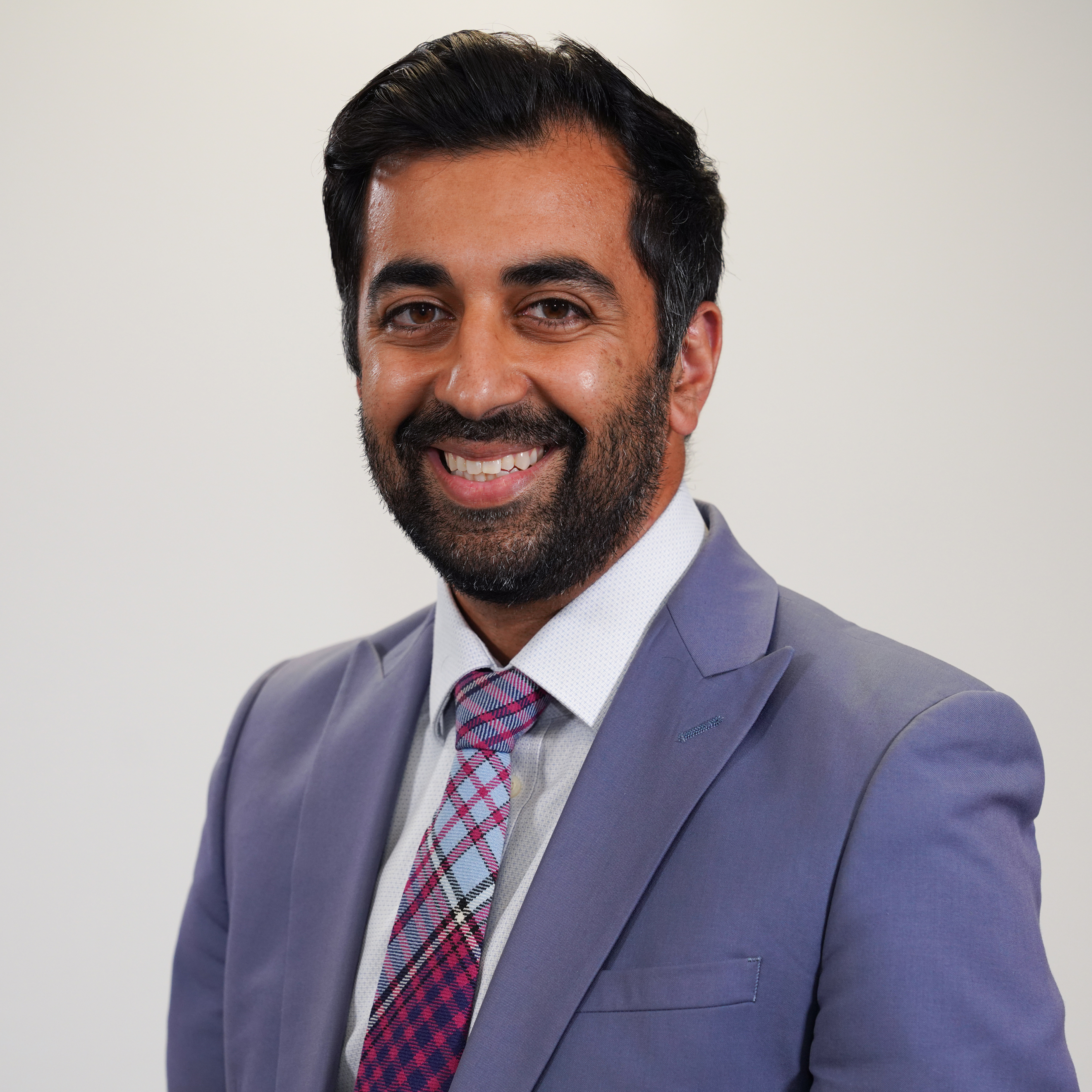
Humza Yousaf

Nadat Nicola Sturgeon haar aftreden had aangekondigd startte de SNP de procedure voor de verkiezing van een nieuwe partijleider. Drie SNP politici stelden zich kandidaat: minister van Financiën Kate Forbes, voormalig minister voor Locale Veiligheid Ash Regan en minister van Volksgezondheid Humza Yousaf. Het was de eerste keer sinds 2004 dat er meer dan één kandidaat voor het partijleiderschap was.
Tijdens de leiderschapsverkiezing in februari-maart 2023 maakte de partijleiding pas na aandringen door de kandidaten en de pers bekend hoeveel stemgerechtigde leden de SNP had. Het bleek dat het ledenaantal in vier jaar tijd scherp was gedaald: van 125.691 in 2019 naar 72.186 in 2023. Deze informatie was binnen de partij slechts bij een kleine groep bekend. Peter Murrell, sinds 1999 chief-executive (directeur partijbureau) van de SNP en de echtgenoot van Nicola Sturgeon, trad met onmiddellijke ingang af.
Op 27 maart 2023 werd Humza Yousaf gekozen tot de nieuwe partijleider van de SNP; een dag later werd hij door het Schotse parlement gekozen tot First Minister.

### Onderzoek naar partijfinanciën
Yousaf werd direct na zijn aantreden geconfronteerd met een crisis binnen de partij. De Schotse politie was in juli 2021 een onderzoek gestart naar mogelijke fraude bij fondsenwerving door de SNP. De partij wierf sinds 2017 fondsen die specifiek bedoeld waren voor een campagne rond een tweede onafhankelijkheidsreferendum. Daarvoor werd meer dan GBP 660.000 opgehaald. De verdenking bestond dat dit geoormerkte geld in strijd met de wet voor andere doelen was gebruikt. In april 2023 arresteerde de politie Peter Murrell en deed huiszoeking in het huis van Murrell en Sturgeon in Glasgow. Murrell werd dezelfde dag weer vrijgelaten zonder dat hij formeel ergens van was beschuldigd. Twee weken later arresteerde de politie de penningmeester van de SNP, Colin Beattie. Ook hij werd vrijgelaten zonder dat hij formeel in staat van beschuldiging was gesteld.  Op 11 juni 2023 werd Nicola Sturgeon gearresteerd en net als Murrell en Beattie na enkele uren weer vrijgelaten.
De situatie binnen de SNP na de arrestaties van Murrell, Beattie en Sturgeon werd door hoge partijfunctionarissen openlijk omschreven als chaotisch. Er werden binnen de partij twijfels geuit over het verloop van de leiderschapsverkiezingen. De kernvraag was of Yousaf, de kandidaat die politiek het dichtste bij Sturgeon stond, ook zou hebben gewonnen als de informatie over de financiële gang van zaken in de partij onder Murrell en Sturgeon eerder bekend was geworden. Murrell werd op 18 april 2024 formeel beschuldigd van verduistering van partijfondsen.

### Aftreden
In april 2024 ontstond er een conflict in de Schotse regering tussen de SNP en coalitiepartner de Scottish Green Party. Aanleiding hiervoor was verzet van de Groenen tegen een wijziging van het regeringsbeleid inzake het verstrekken van puberteitsremmers aan minderjarige transgenders, en tegen de verlaging van de ambities inzake klimaatbeleid. Op 25 april verbrak Yousaf het coalitieakkoord met de Green Party, die vervolgens verklaarde moties van wantrouwen van de oppositiepartijen tegen de regering en tegen Yousaf zelf te zullen steunen. Yousaf had de moties kunnen overleven door de steun te vragen van het enige parlementslid van de Alba Party, voormalig SNP parlementariër Ash Regan die in november 2023 de SNP had verruild voor Alba. Hij weigerde dit uit principiële redenen. Op 29 april, voordat de moties in het parlement behandeld konden worden, kondigde hij aan te zullen aftreden als partijleider van de SNP en als first Minister van Schotland zodra een opvolger bekend zou zijn.   Hij trad op 7 mei 2024 formeel af en werd opgevolgd door John Swinney.

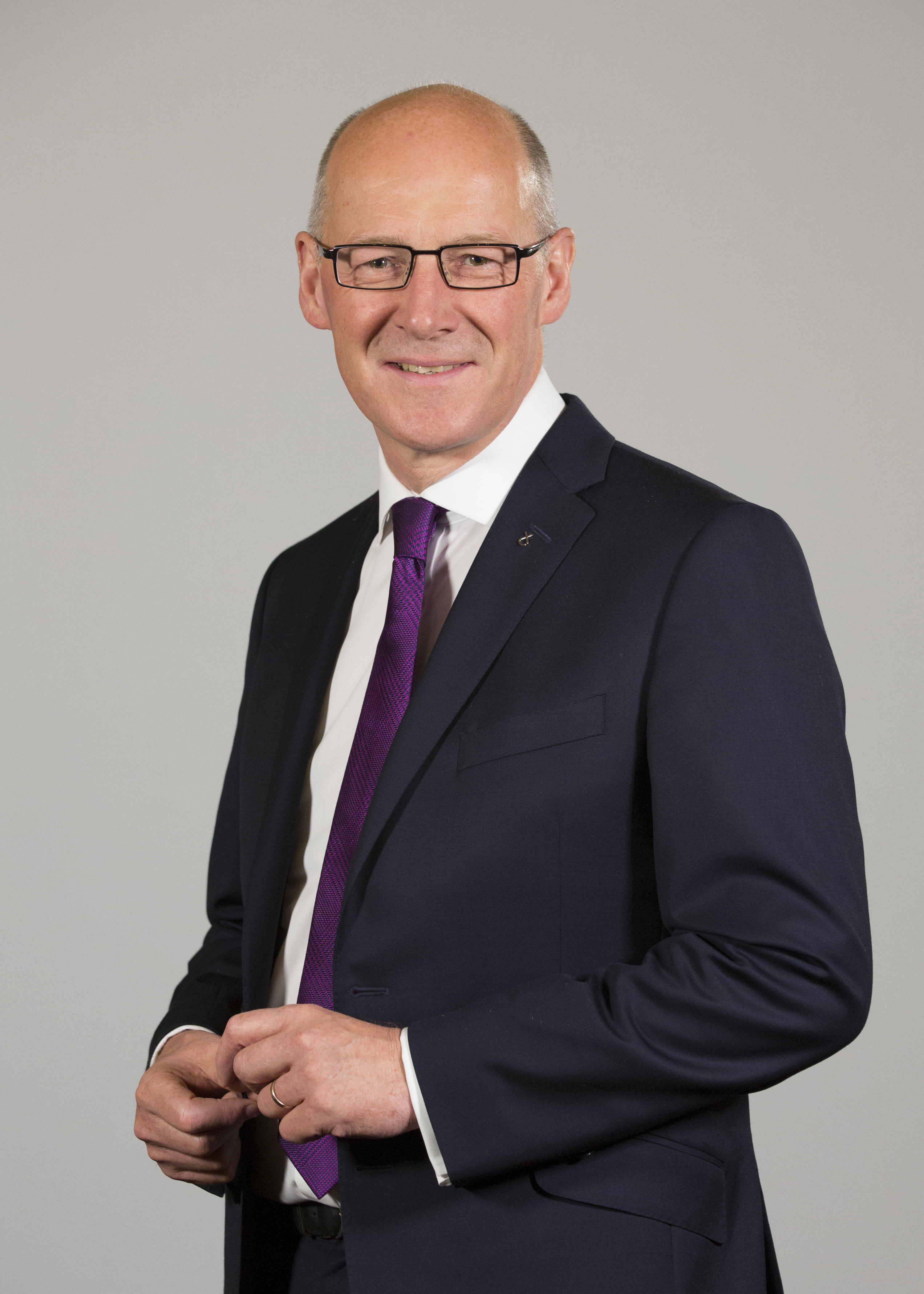
John Swinney (2021)

## Regering Swinney (2024 - )
Op 6 mei werd voormalige vice-eerste minister John Swinney uitgeroepen tot de nieuwe leider van de SNP, een functie die hij van 2000 tot 2004 al eens had bekleed. Hij was de enige kandidaat. Het Schotse parlement keurde een dag later zijn benoeming tot eerste minister goed. 
Swinney leidt een minderheidsregering. Hij riep in het parlement de oppositie op om met hem samen te werken, en om verder te kijken dan de verschillen van mening rond Schotse onafhankelijkheid. Hij kondigde aan bestrijding van armoede onder kinderen tot een prioriteit van zijn regering te willen maken.  De enige wijziging die hij aanbracht in het kabinet was het benoemen van Kate Forbes tot vice-first minister en minister van Economische zaken en Gaelic. De voormalige vice-first minister onder Yousaf, Shona Robinson, behield haar positie als minister van financiën.

### Lagerhuisverkiezingen 2024
De SNP had in de maanden voor de Lagerhuisverkiezingen van 4 juli 2024 te maken gehad met een leiderschapscrisis en een politieonderzoek naar partijfinanciën. De peilingen hadden al aangegeven dat de SNP zetels zou verliezen en dat Labour in Schotland weer voet aan de grond zou krijgen. De SNP eindigde op 9 Lagerhuiszetels, een verlies van 39.

## Verkiezingen

### Brits parlement
| Partij | Partij | 1970 | 1974 | 1974 | 1979 | 1983 | 1987 | 1992 | 1997 | 2001 | 2005 | 2010 | 2015 | 2017 | 2019 | 2024 |
| ------ | ------ | ---- | ---- | ---- | ---- | ---- | ---- | ---- | ---- | ---- | ---- | ---- | ---- | ---- | ---- | ---- |
|        | SNP    | 1    | 7    | 11   | 2    | 2    | 3    | 3    | 6    | 5    | 6    | 6    | 56   | 35   | 48   | 9    |

### Europees parlement
| Partij | Partij | 1979 | 1984 | 1989 | 1994 | 1999 | 2004 | 2009 | 2014 | 2019 |
| ------ | ------ | ---- | ---- | ---- | ---- | ---- | ---- | ---- | ---- | ---- |
|        | SNP    | 1    | 1    | 1    | 2    | 2    | 2    | 2    | 2    | 3    |

### Schots parlement
| Partij | Partij | 1999 | 2003 | 2007 | 2011 | 2016 | 2021 |
| ------ | ------ | ---- | ---- | ---- | ---- | ---- | ---- |
|        | SNP    | 35   | 27   | 47   | 69   | 63   | 63   |